# 29a Brigada Mixta (Exèrcit Popular de la República)
La 29a Brigada Mixta va ser una unitat de l'Exèrcit Popular de la República creada durant la Guerra Civil Espanyola.

## Historial
La unitat va ser creada a l'octubre de 1936 a partir de les forces de l'antiga columna «Cuevas», a la Serra de Guadarrama. El seu primer comandant va ser el capità Eugenio Alonso Maraver, que poc després va cedir el comandament al major de milícies Dionisio Hortelano Hortelano. Com a comissari polític es va nomenar a Sergio Álvarez Ibáñez. La 29a Brigada Mixta va ser assignada a la 2a Divisió del I Cos d'Exèrcit, passant a cobrir un sector del front de la Serra de Guadarrama.
Al maig de 1937 va participar en l'ofensiva de Segòvia; el 30 de maig va participar en assalt de l'Alto del León, que va resultar fallit. Va tornar a les seves posicions originals, no tornant a participar en cap operació bèl·lica durant la resta de la contesa.
Posteriorment serien comandants els majors de milícies Dionisio Hortelano i Raimundo Calvo Moreno.

## Comandaments
Comandants
- Comandant d'infanteria Eugenio Alonso Maraver;
- Major de milícies Dionisio Hortelano Hortelano;
- Major de milícies Raimundo Calvo Moreno;
- Major de milícies Félix Armada Benito;

Comissaris
- Sergio Álvarez Ibáñez, del PSOE
- Mariano Mayordomo Fernández, del PSOE